# Hordozható médialejátszó

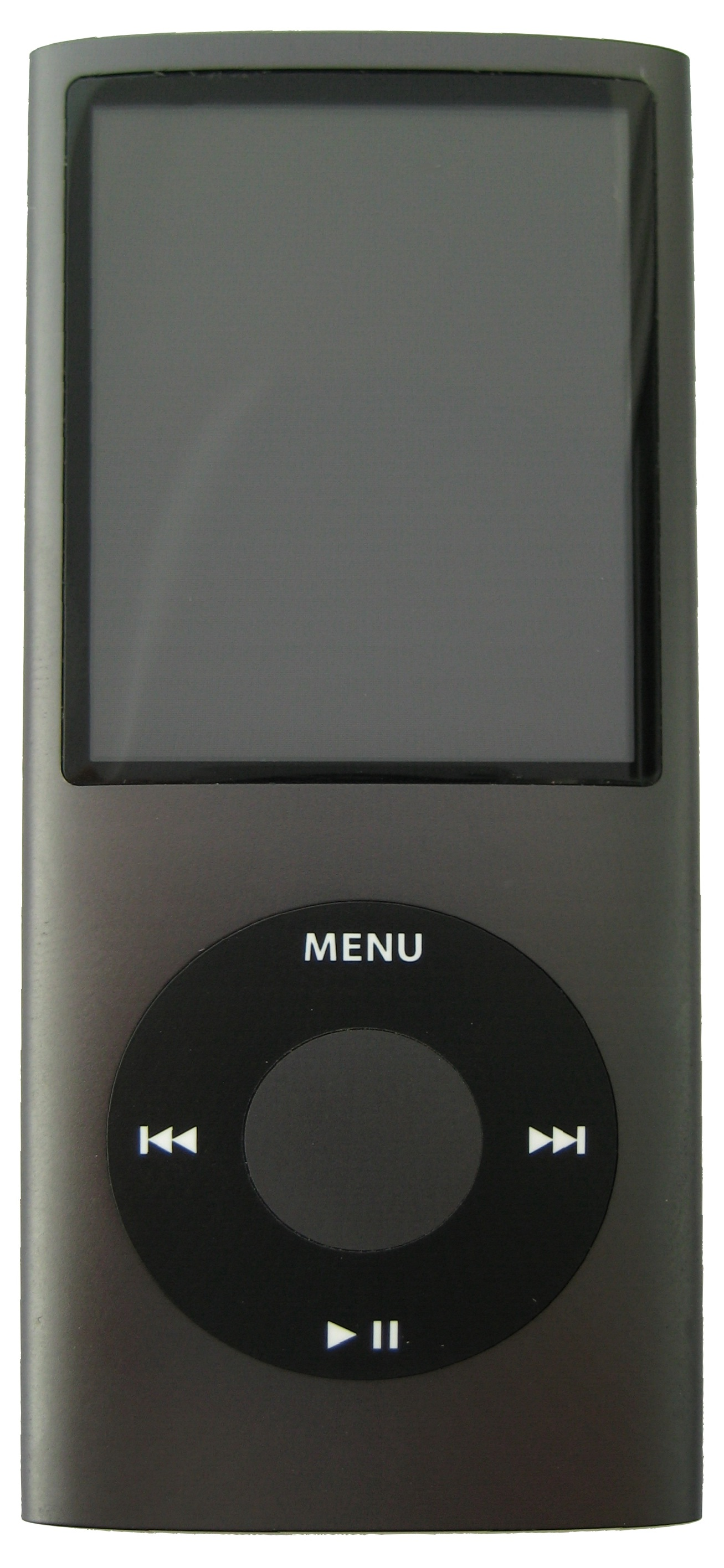
Apple iPod nano (4. generáció)

A hordozható médialejátszó (vagy digitális zenelejátszó) olyan fogyasztói elektronikai eszköz, aminek fő funkciója zenefájlok, videófájlok és képfájlok tárolása, rendezése és lejátszása.

## Története

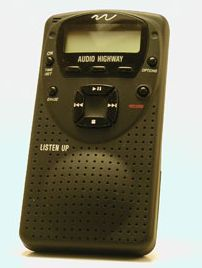
Az Audio Highway „Listen Up” nevű lejátszója, az 1997. januári Consumer Electronics Show innovációs díjának győztese.

A digitális zenelejátszó közvetlen elődei a hordozható CD- és MiniDisc-lejátszó (pl. a Sony Discmanje) voltak. Ezek, bár digitálisan tárolt adatokat olvastak ki a lemezekről, még nem támogatták a digitális fájlformátumokat.
Még a tömeggyártás előtt a hordozható MP3-lejátszók gyártásához szükséges egyik fontos lépés volt a Micronas MAS3xxx szériájú ASIC MP3-dekódoló chip megjelenése. Számos hobbielektronikai barkácsprojekt használta fel ezt az áramkört – egy szoftveralapú megoldás a magasabb fogyasztás miatt jelentősen korlátozta volna a készülék üzemidejét. Ez a csip lehetővé tette, hogy a mikrokontroller olvassa be az adatokat egy flashmemóriából és továbbítsa a dekódercsipnek, ami egy kisebb energiafelhasználású megoldást jelentett.
Az első szériában gyártott hardveres MP3-lejátszót a Saehan Information Systems alkotta meg 1997-ben, ami 1998 közepén került piacra MPMan néven. A dél-koreai vállalat eladta a licencet az Eiger Labsnak, ami már Eiger Labs MPMan F10 márkanév alatt kezdte terjeszteni az észak-amerikai piacon 1998 nyarán. Ez a flashmemória-alapú lejátszó a kb. 6 szám lejátszására elegendő 32 MB kapacitással jelent meg (64 MB-ra bővíthetően).
A szintén 32 MB kapacitású Rio PMP300-at néhány hónappal az MPMan után, 1998 szeptemberében mutatta be a Diamond Multimedia. Az ünnepi szezon sikeres eladásai felülmúlták a várakozásokat. Az eszköz sikere fellendítette a digitális zene iránti vásárlói és befektetői érdeklődést egyaránt.
Az RIAA (Recording Industry Association of America, Amerikai Lemezkiadók Egyesülete) 1998-ban pert is indított a Diamond Multimedia ellen. A bíróságot meggyőzte a Diamond mögött felsorakoztatott szakértők véleménye, miszerint a készülék alapvetően számítástechnikai, nem pedig hangfelvétel-készítő eszköz, s így nem esik az utóbbiakra érvényes törvények hatálya alá. A nyilvános pereskedéssel az érdekképviseleti szövetség nem érte el, hogy betiltsák a Rio forgalmazását, viszont nagyszerű reklámot csapott a terméknek. A per nagy publicitása miatt a Riót gyakran hiszik az első digitális zenelejátszónak.
1998-ban a Compaq fejlesztette ki az első merevlemez-alapú digitális zenelejátszót, egy 2,5 hüvelykes laptopmeghajtót felhasználva. Ezt a (most Remote Solutionként ismert) HanGo Electronicsnak licencelték, amely az ezen alapuló termékét, a PJB-100-at (Personal Jukebox, „személyes zenegép”) 1999-ben kezdte árusítani. A termék kezdeti verziójának 4,8 GB volt a kapacitása, amit 1200 zeneszám tárolására alkalmasnak hirdettek.
2000-ben a Creative kihozta a 6 GB-os merevlemezzel felszerelt Creative NOMAD Jukeboxot. A jukebox elnevezéssel épített a Remote Solution által népszerűsített zenegép-metaforára, amit később az Archos is felhasznált. A későbbi Creative NOMAD lejátszók laptopwinchesterek helyett microdrive-okat használtak.
2001 októberében az Apple Computer (most Apple Inc.) bemutatta az első generációs iPodot, ami 5 GB-os, 1,8 hüvelykes Toshiba merevlemezre épült. alapú digitális audio lejátszót, egy 1,8-as kijelzővel. A kisebb méret, a letisztult design és a spártaian egyszerű  felhasználói felület először a Macintosh-felhasználók körében tette népszerűvé. 2002 júliusában mutatta be az Apple az iPod második generációját. Ez a Microsoft Windowst futtató gépekkel is használható volt a Musicmatch Jukebox szoftveren keresztül. Az iPod-sorozat – ami aztán microdrive- és flashmemória-alapú lejátszókat is magába foglalt – vezetővé vált a digitális zenelejátszók piacán.
2002-ben az Archos bocsátotta ki az első hivatalos hordozható médialejátszót, az Archos Jukebox Multimediát. A gyártók ettől kezdve valósították meg a képek böngészését és a videók lejátszását az eszközeiken.
2001-ben, Dél-Koreában jelentek meg az első mobiltelefonba épített MP3-lejátszók. Az első zenész, akinek a számai közvetlenül le lehetett tölteni mobilra, Ricky Martin volt. Az újdonság gyorsan terjedt, és 2005-re a dél-koreai zeneeladások több mint felét a mobiltelefonos letöltések adták. 2005-re már mind az öt nagy készülékgyártó – a Nokia, a Motorola, a Samsung, az LG és a SonyEricsson – piacra dobta a maga MP3-lejátszós telefonját. 2006-ra több mobiltelefonba épített zenelejátszót adtak el, mint különálló MP3-lejátszót. Ez a tendencia volt a fő oka annak, hogy az Apple kifejlesztette az iPhone-t. 2007-re a zenelejátszásra képes mobilok eladása túllépte az egymilliárdos darabszámot, napjainkra a készülékek több mint fele tartalmaz MP3-lejátszót.
Bár az online zenei szolgáltatások, mint például a RealNetworks Rhapsody-ja, lehetővé tették a legális letöltéseket előfizetéses alapon, a 2003-ban indult iTunes Store-ral vált lehetővé az egyedi zeneszámokat vagy albumokat megvásárlása és letöltése.

## Működése

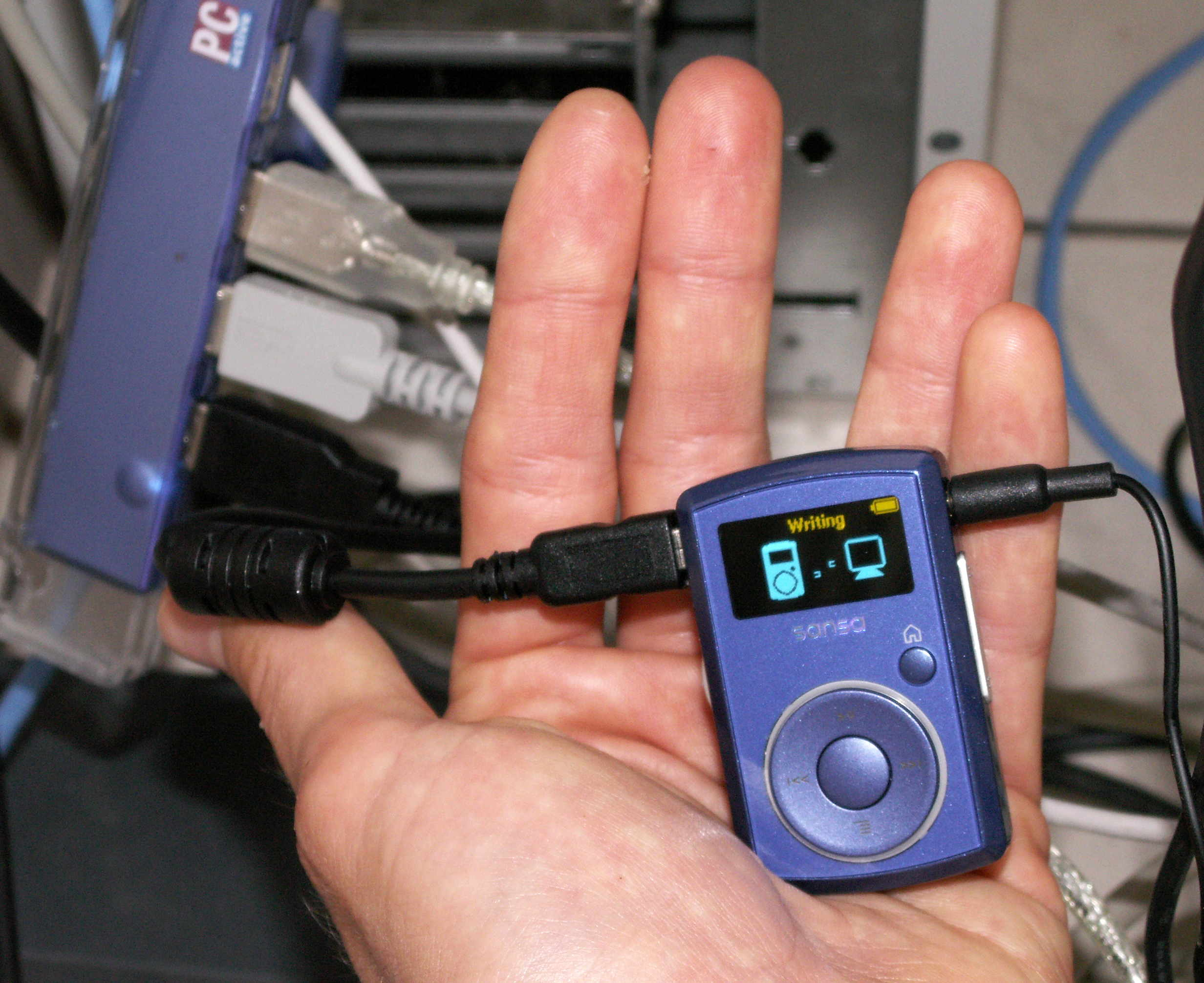
Számítógép összekötése egy SanDisk Sansa Clippel

Az MP3-lejátszók általában mind tartalmaznak egy tárolóeszközt, legyen az flashmemória vagy egy miniatűr merevlemez, egy beágyazott processzort és egy audio Kodek-mikrocsipet, ami a veszteséges tömörítésű hangfájlokat analóg zenei jellé konvertálja.
A legtöbb digitális zenelejátszót újratölthető elemek, illetve akkumulátorok látják el energiával, ezek közül némelyik házilagosan nem cserélhető. Van bennük 3,5 mm-es sztereo jack dugó; a zenét fülhallgatón, fejhallgatón vagy külső erősítőn keresztül lehet hallgatni. Egyes eszközökbe hangszórót is építettek, ezeken is meg lehet szólaltatni a zenét, de a minőség általában kritikán aluli.
Csaknem minden digitális zenelejátszónak van valamilyen kijelzője, bár vannak kivételek, mint az iPod shuffle; vannak továbbá valamilyen vezérlői, melyek segítségével a felhasználó böngészheti az eszközön lévő zenéket, kiválaszthat egy számot, lejátszhatja stb. A kijelző, ha van egyáltalán, lehet sima egy- vagy kétsoros monokróm LCD, mint amilyet számológépeken találni, vagy nagyméretű, true color kijelzők, amik akár fényképek vagy videók megjelenítésére is képesek. A vezérlők lehetnek egyszerű gombok, mint a CD-lejátszókon, amikkel át lehet ugrani egy számot vagy leállítani a lejátszást vagy akár érintőképernyős bevitel is lehetséges, mint az iPod touch vagy a Zune HD esetében. Egy gyakran alkalmazott megoldás, hogy egy elforgatható kerék és néhány más gomb kombinációjával vezérelhető az eszköz. Ezt a megoldást először az Apple iPodjában vezették be, különböző variációi hamarosan megjelentek más gyártóknál is.
A digitális lejátszókra általában egy „szinkronizálásnak” nevezett folyamat során kerülnek rá a zenék. Ennek során összekötik őket egy személyi számítógéppel, jellemzően USB-n keresztül, és gyakran egy speciális programmal (amit CD-n adnak hozzá vagy letölthető a gyártó honlapjáról) végezhető el a zenék áttöltése. Egyes lejátszók egyszerűen egy új cserélhető meghajtóként látszanak a számítógépen, amire a szokott módon odamásolhatók a hangfájlok. Más eszközökön, mint pl. az Apple iPod vagy a Microsoft Zune a lejátszóval adott szoftvert kell használnunk, mint az iTunes vagy a Zune Software. A zenét, vagy akár tévésorozat-epizódot vagy filmet hozzá kell adni a szoftverhez, ami egy „könyvtárat” készít ezekből. Ezt a könyvtárat „szinkronizálja” a szoftver a lejátszóval. A szoftver általában valahogy lekezeli azt a helyzetet, amikor a könyvtár nagyobbá válik a lejátszó kapacitásánál. Ilyenkor esetleg manuális szinkronizálásra van lehetőség, amikor a felhasználó egyenként fogd és vidd-módszerrel teszi rá a kívánt számokat a lejátszóra, vagy lejátszási listákat (playlisteket) lehet létrehozni. A fejlettebb digitális zenelejátszók már vezeték nélküli kapcsolaton (Wi-Fi vagy Bluetooth) keresztüli szinkronizálást is megengednek.
Egyes zenelejátszók, mint az iPod touch vagy a Zune HD hozzáférést engednek egy „zenebolthoz” vagy „piactérhez” – pl. az iTunes Store és a Zune Marketplace –, ahonnan zenék, filmek, esetleg játékok is beszerezhetők és közvetlenül az eszközre tölthetők.

## Fajtái

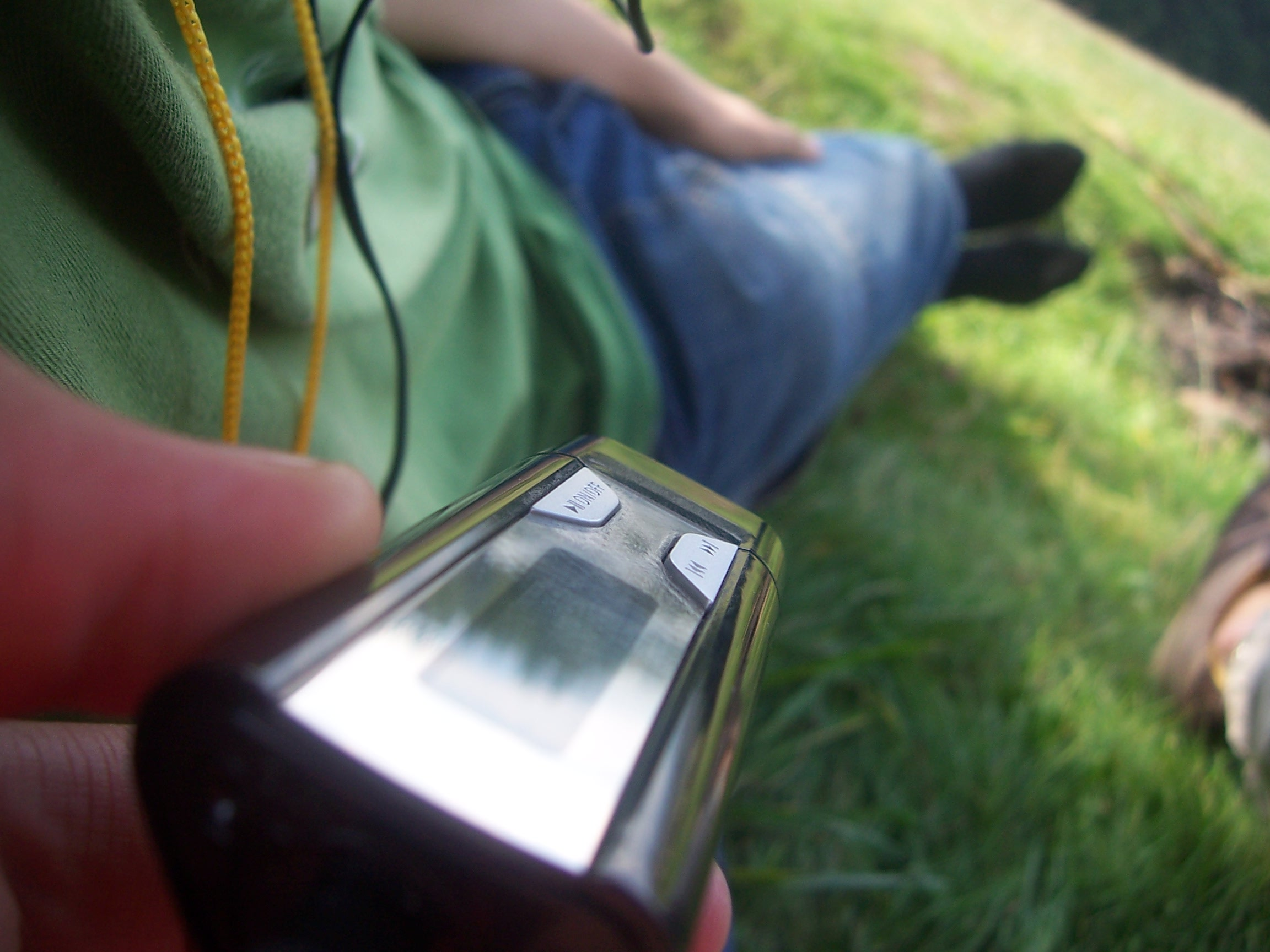
Közelkép a Philips GoGear SA1110 flash-alapú lejátszóról

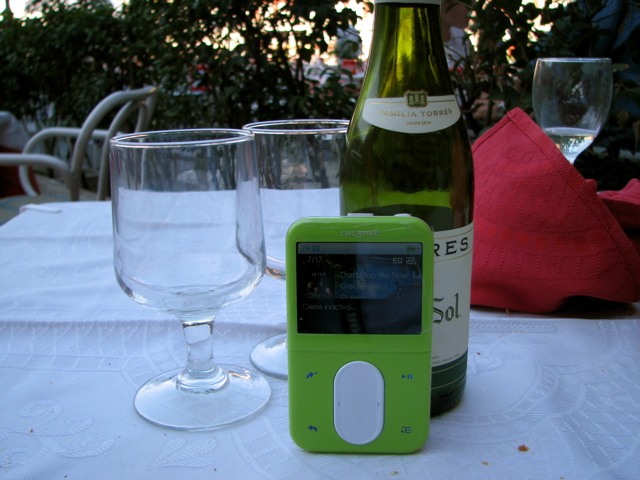
Merevlemez-alapú lejátszó (Creative ZEN Vision:M)

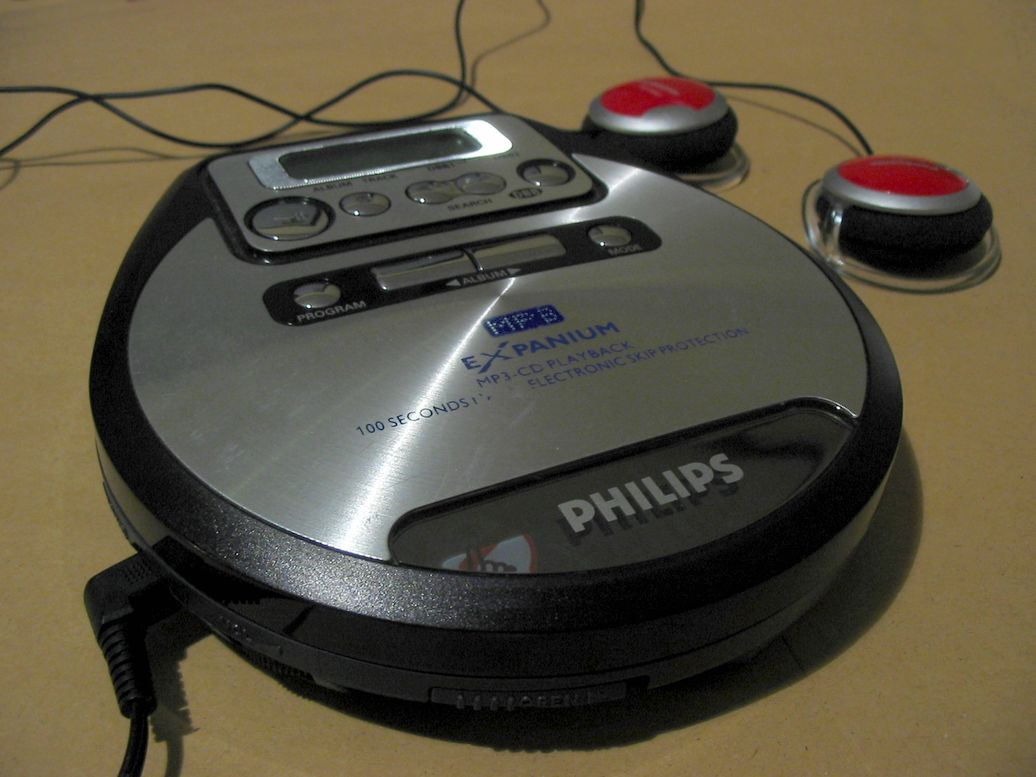
MP3 CD-lejátszó (Philips Expanium)

A digitális zenelejátszókat a tárolóeszköz típusa szerint csoportosíthatjuk:
- Flash-alapú lejátszók: Mozgó alkatrészt nem tartalmazó SSD-eszközök, amik belső flashmemóriában vagy cserélhető memóriakártyán tárolják a hangfájlokat. A flashmemóriák fejlődése következtében ezek az eredetileg kis tárolókapacitású eszközök ma már 64 GB-os méretben is kaphatók. Mivel félvezetők tárolják a fájlokat, és nincsenek mozgó alkatrészek, ezért kevesebb elektromosságot fogyasztanak és jobban elviselik a mechanikai sérüléseket (pl. leesés). Manapság gyakran integrálják az alapvető MP3-lejátszási funkciókat az USB-kulcsokra.
- Merevlemez-alapú lejátszók (Digital Jukebox): Olyan lejátszók, amik a digitális zenei fájlokat merevlemezről (HDD) olvassák be. Általában nagyobb kapacitásúak, akár 250 GB-os is kapható.[10] Ez a tipikus bitrátákon több tízezer zeneszámot jelenthet.
- MP3-CD-lejátszók: Hordozható CD-lejátszók, amik képesek dekódolni és lejátszani a CD-ROM-okon tárolt MP3 zenei fájlokat.
- Hálózatos lejátszók: Olyan lejátszók, amik a (WiFi) hálózatról töltik le a lejátszandó zenét.[11]

### Felvételi lehetőség
Sok MP3-lejátszóban található elektrétmikrofon. Általában a felvételi minőség gyenge, a beszéd felvételén kívül másra nem nagyon alkalmasak.
A professzionális minőségű felvevők, amik képesek jó minőségű zenét felvenni külső mikrofonnal, több száz dolláros áron kaphatók.

### Rádió
Egyes digitális zenelejátszókba FM rádiótunert is építettek.

## Kezelt fájlformátumok
A legtöbb zenei fájlformátum veszteséges tömörítést használ, hogy a kívánt hangminőséget minél kisebb fájlméret mellett tudja elérni. Természetesen kisebb fájlméret mellett rosszabb minőség érhető csak el, és a legtöbb formátum lehetőséget ad különböző bitráták használatára, pl. az MP3-ak 32 (legrosszabb) és 320 (legjobb) kilobit/sec között. A különböző veszteséges fájlformátumok azonos méret mellett különböző (szubjektív) hangminőséget érnek el.
A lejátszó firmware-jétől függ, hogy milyen formátumokat képes lejátszani – néha egy firmware-frissítés lehetővé teszi új formátumok lejátszását. Általában számítógépen megoldható a támogatott fájlformátumba való konverzió is, de ilyenkor romlik a minőség.
A legelterjedtebb fájlformátum az MP3, csaknem mindegyik lejátszó támogatja. Azonban ez nem szabad formátum, a gyártóknak jogdíjat kell fizetniük a használatához.
Egyéb kereskedelmi formátumok még az AAC és a WMA. Az MP3-tól eltérően ezek támogatják a DRM-et, ami korlátozza, hogy a vásárló mit tehet a fizetős szolgáltatóktól letöltött zenéivel.
Elérhetők nyílt forrású, jogdíjmentes formátumok is, bár ezeket kevesebb lejátszó támogatja. Ide tartozik az Vorbis, a FLAC (ami ráadásul veszteségmentes formátum) és a Speex.
A legtöbb lejátszó képes tömörítetlen PCM-kódolású zenei állományok lejátszására, ha azok WAV- vagy AIFF-konténerbe vannak csomagolva.

## Fordítás
- Ez a szócikk részben vagy egészben a Portable media player című angol Wikipédia-szócikk ezen változatának fordításán alapul.  Az eredeti cikk szerkesztőit annak laptörténete sorolja fel. Ez a jelzés csupán a megfogalmazás eredetét és a szerzői jogokat jelzi, nem szolgál a cikkben szereplő információk forrásmegjelöléseként.